# Encephalartos senticosus
Encephalartos senticosus Vorster, 1996 è una pianta appartenente alla famiglia delle Zamiaceae, endemica del Sudafrica e dello Swaziland.

## Descrizione
È una specie con fusto eretto o spesso pendente, alto sino a 4 m, con diametro intorno ai 30 cm, interamente ricoperto dai residui delle basi foliari, con apice ricoperto da un tomento lanoso; talora fusti secondari possono originarsi da polloni che sorgono alla base del fusto principale.

Le foglie, pennate, lunghe 100–150 cm, sono disposte a corona all'apice del fusto e sono rette da un picciolo privo di spine, glabro, lungo 5–20 cm; sono composte da numerose paia di foglioline strettamente ovate, con margine spinoso, inserite sul rachide con un angolo di circa 30°, lunghe mediamente 12–18 cm, ridotte a spine verso la base del picciolo.
È una specie dioica con esemplari maschili che presentano 3-4 coni cilindrici, lunghi 30–50 cm e larghi 10–12 cm, peduncolati, di colore giallo arancio, ed esemplari femminili con 2-3 coni ovoidali, lunghi 40–45 cm e con diametro di 20–22 cm, di colore giallo-albicocca, con macrosporofilli che sulla faccia esposta presentano conformazione piramidale.
I semi sono oblunghi, ricoperti da un tegumento rossastro.

## Distribuzione e habitat
La specie è diffusa sui monti Lebombo, con un areale che abbraccia la parte settentrionale del KwaZulu-Natal (Sudafrica), lo Swaziland e le zone confinanti del Mozambico.
Cresce ad altitudini comprese tra 300 e 800 m di altitudine, sulle pendici rocciose a savana arbustiva.

## Tassonomia
E. senticosus è stata descritta nel 1996 dal botanico sudafricano Piet Vorster. Prima di essere riconosciuti come specie a sé stante, gli esemplari di questa entità venivano erroneamente attribuiti a Encephalartos lebomboensis, altra specie presente nello stesso territorio, da cui si differenzia per la maggiore taglia, le foglioline più larghe, il numero e la morfologia dei coni.

## Conservazione
La IUCN Red List classifica E. senticosus come specie vulnerabile.

La specie è inserita nella Appendice I della Convention on International Trade of Endangered Species (CITES)